# 太地いさな組合
太地いさな組合（たいじいさなくみあい）とは、和歌山県太地町の太地町漁業協同組合に所属する分野別の組合。小型鯨類の追い込み漁をすることで知られる、追い込み漁業共同体。一部に勇魚組合とも報道。「いさな」（勇魚）とは奈良時代から続くクジラの古い呼び名。近年は反捕鯨団体シーシェパードなどに連日のデモや撮影をされながら漁業を行う。

## 歴史と沿革
太地の沖は鯨の南下と北上の通路にあたる位置にあり、中世の人々はこの沖を「鯨が昼寝をするところだ。」と言うほど、鯨が見られた。

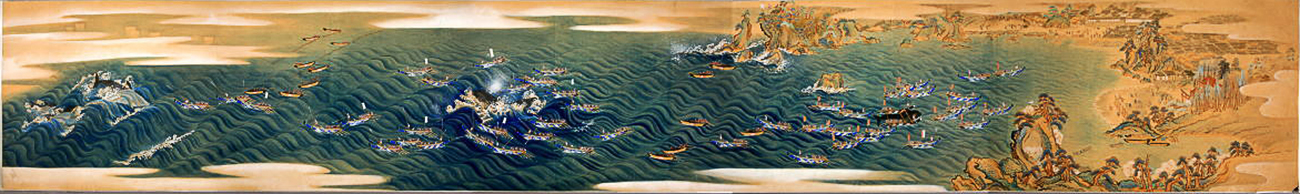
（太地の）古式捕鯨蒔絵

### 小型鯨類の漁の発展
上記以外にも、太地町史の493頁に書かれた1899年（明治32年）の追い込み漁は、「山見」(見張り)が61頭のゴンドウクジラの群れを発見し行われている。
日本では原始時代から小型鯨類の捕獲があったため、太地町での小型鯨類の捕獲がいつごろからはじまったかはわかっていない。
太地町沿岸では、1606年（慶長11年）に大規模組織編成の捕鯨（突捕り式）が始まり、次いで1675年（延宝3年）に網取り式の捕鯨が開発され、江戸時代の日本国内に知られるほど盛んになったが、同時期に既に、手銛や網を使用した小型鯨類の捕獲（漁猟）が行われていた。
この漁はその後、
- 動力船や捕鯨銃を使用する小型沿岸捕鯨業へ[13]
- 捕鯨銃や捕鯨砲を使用しない手投げ銛漁法は、突きん棒漁業へ[13]
- 網を利用した漁法は、追い込み漁業へ[13]

とそれぞれに継続・発展した。

### 戦後
東京農業大学嘱託准教授の宇仁義和によると、1951年7月31日のNHKの放送『ごんどう鯨の生捕り』は、太地町での7月20日の漁の様子が写され、この時は港に迷入した小型鯨類を追い込み、子供らを含めた地域総出で追い込み漁を行っている様子がみられ、また、同じくNHKが1957年8月16日に放送した『鯨の群れを生捕り』では、太地沖合いで捕鯨船がゴンドウクジラの群れを見つけ港に追い込んだことをナレーションが伝え、浜には漁の見物人や遊泳して見物する子供らがおり、更に、漁を見物する遊覧船がみられた様子が報道されたという。

### 組合の設立
戦後、太地町の漁師は、テント船で沿岸域に生息するゴンドウ漁を行ったり、南氷洋捕鯨に従事したのち、太地の沿岸域で、鉄砲銃（捕鯨銃）による「イルカ突きん棒漁業」が始まり、「イルカ突きん棒組合」（太地突棒船組合）が設立された。
そして、1969年に太地町立くじらの博物館で飼育するイルカの捕獲を要請されたのを契機に、生け捕り捕獲ができる追い込み漁を再開させ、7月22日と7月27日とに、漁を12年ぶりに成功させた。1971年以後は「突きん棒組合」において追い込み漁を行った（当初の船は7隻だった）。また当時は、（生活できるほど）追い込みの成功率が上がらず、伊豆に研修に行き、鉄管の造作の仕方、叩き方、船のまわし方などを教わり、その甲斐もあって、次第に成績が上がったという意を関係者は語る。その後、小型鯨類の商品価値があがり、別の捕獲グループもできたが、資源保護などを理由に両者は合併し、1988年に太地いさな組合として発足。当初は、15隻程度の追い込み漁船団で小型鯨類の追い込み漁を行った。

## 漁
小型鯨類の追い込み漁が中心となる。

### 漁期
大まかな漁期は、ゴンドウ類の漁期が9月から4月までの8ヶ月間。イルカ類の漁期が9月から2月までの6ヶ月間。
ゴンドウ漁の最盛期は9月から12月。1月から3月にゴンドウ類の来遊は途切れるが、4月になると再び最盛期となる。

### 捕獲対象
マゴンドウ、ハナゴンドウ、オキゴンドウ、ハンドウイルカ、スジイルカ、マダライルカ、カマイルカの小型鯨類である。

#### 捕獲枠
※数字は和歌山県全体の数字、カッコ内が太地分。
|                | 和歌山県の追い込み漁 | 和歌山県の突きん棒漁業 |
| 船隻数         | 13隻                 | 100 (29)隻             |
| マゴンドウ     | 300                  | -                      |
| ハナゴンドウ   | 300                  | 250 (26)               |
| オキゴンドウ   | 70                   | -                      |
| ハンドウイルカ | 890                  | 100 (29)               |
| スジイルカ     | 450                  | 100 (24)               |
| マダライルカ   | 400                  | 70 (15)                |
| カマイルカ     | 100                  | -                      |

### 小型鯨類の追い込み漁

#### 漁の方法
出漁
小型鯨類の追い込み漁は、例年9月1日に解禁される。海域は沿岸から15マイル以内。通常は発見情報なしに毎日出漁する。十数隻の漁船で早朝、太地港を出船する。1-2時間かけ、探鯨される。沖合でハンドウイルカなどの群れを発見すると、船団はフォーメーションを組んで、鉄パイプで海面を叩くなどして音を出して、捕獲網を仕掛けた畠尻湾に追い込む。追い込み時間は1時間から、丸一日を要する場合もある。ベテランが追跡中の鯨類を挟んだ船間の距離や、どの船が威嚇音を鳴らすかなど指示する。ベテランの漁師は、海面から出るクジラの尾の方向から、クジラが次に浮上する場所が読める（予想できる）といわれる。
捕鯨船は5-9.9トンの小型グラスファイバー船で、音を出して鯨類を威嚇する者と舵を取る者の2名が一艘に乗る。
捕獲成功率は、イルカ類は種類によっては高い捕獲率を示すが、ゴンドウ類はオキゴンドウが約2割など、ゴンドウ類はイルカ類に比べ捕獲が難しいと結論されている。
2006年、"腹びれイルカ"として知られる「はるか」も、いさな組合により水揚げ（生体捕獲）された。
捕獲頭数の調整
いさな組合は300頭追い込んだとしても100頭余りしか捕獲せず、残余は逃がす。これは値崩れの防止や、資源保護の意味がある。
解体
湾を天然のいけすにして追い込んだ小型鯨類は、内臓を取り除き血抜きされ、市場に出荷される（家畜、狩猟動物、と同様である）。解体は陸上で行う。解体の所要時間は、イルカ類は5-10分、ゴンドウ類は15分程度。原則として、イルカ類は一頭丸売り、ゴンドウ類は部位ごとに入札となる。
捕殺については、苦痛がなるべく少なくなるよう、「脊髄切断法」に2000年ごろから取り組む。過去には、湾が血で赤くなったが、太地では2008年から、フェロー諸島の捕鯨を参考に、血が出ない形に改善した。
水族館などへ
追い込み漁は、生きたまま捕獲できるため、水族館などへも販売される。飼育用の小型鯨類、例えばハンドウイルカでは、「雌でかつ体長が2.45 - 2.55 メートルの個体」などの条件があり、水族館販売用の小型鯨類は条件を満たすのが困難とされる。

#### 漁閑期
5月から8月のゴンドウ類の閑散期（休漁期）に、次のようないろいろな漁業を行う。
カツオけんけん釣り、ウルメイワシ、コアジ、ソウダガツオなどの棒受網漁、キンキ、ムツなどの底釣り、モジャコ漁。アワビ、トコブシなどの貝類の磯潜り、テングサ、ヒジキ採集、タコ漁。

## 太地町漁業協同組合
いさな組合は太地町漁業協同組合の一部である。
太地町漁協での捕鯨は、追い込み漁以外に、「突きん棒漁」と、「小型捕鯨」とがある。
太地町漁業協同組合の年間水揚金額は約3億5,000万円であり、うち捕鯨の水揚金額が約1/3となる。

### 太地町における位置づけ
太地町は紀伊半島の南端近くに位置し、熊野灘と紀伊山地に囲まれた土地は狭隘で農業には適さず、また、大都市圏からのアクセスが悪く、産業の育成にも限界があり、太地町の財政は地方交付税に大きく頼る状況である。このため、漁協の年間水揚げ高の約3分の1を占める捕鯨は重要な産業となる。

## ボランティア
いさな組合は、鯨肉を、イベントへの無償提供や、小中学校へ寄付も行う。
2011年6月、東日本大震災のおりに、かつて捕鯨基地のあった岩手県山田町に鯨肉の炊き出しを行った。肉はゴンドウクジラ2頭分計500キロ。現地で調理し、1500人に配った。

## 映像メディア
NHKが、いさな組合が出演するドキュメンタリーを2011年5月22日に『NHKスペシャル クジラと生きる』を放送した。この番組は、小型捕鯨の追い込み漁や組合の加入者と家族、地域の様子や、過激な反捕鯨団体シーシェパードの妨害活動が赤裸々に語られた。
『クジラと生きる』を見た和歌山県知事仁坂吉伸は「テレビを見て、挑発に乗らず耐えておられる太地の方々を見て、この人々を絶対に見棄てないぞとの決意を新たにしました。」と述べた。『クジラと生きる』については、NHKの放送番組審議会で、いさな組合などの漁業関係者への同情や、シーシェパードへの非難の意見があった。
NHKでは同年7月24日にも『ETV特集 鯨の町に生きる』を放送した。
民放ではテレビ朝日が同年2月にドキュメンタリーを制作した。
2009年には、ドキュメンタリーフィルム『Town of Sun, the Black Tide and Whales』（邦題：『太陽と黒潮と鯨の町』）が製作された。

## 課題
2009年の反捕鯨映画「THE COVE」以降、シーシェパード以外にも様々な団体が漁村に訪れ、それらの妨害行為は加速しているという。

### シーシェパードなどの活動
シーシェパードなどの反捕鯨団体によって、2003年11月に捕鯨用の網が切断され、2010年9月にはいけすの網が切断される器物損壊、2011年12月には暴行事件が指摘されている。
また、盗撮の被害も受け、2009年ごろのメディアによって、どのように盗撮されたかが明かされた。
また、2011年9月には殺人予告の脅迫状も届いた。

### シーシェパードなどへの対処
2011年3月10日、いさな組合などは、過激な反捕鯨団体による嫌がらせに対し、法的な是正を求める陳情を行ったことが、評論家の森田実によって明かされた。陳情は毎年行われた。
国会は、2011年3月24日の法務委員会で審議が行われるなど、シーシェパードが議論の対象となった。また、和歌山県議会はシーシェパードを非難し取り締まる決議をし、和歌山県や県知事はイルカ漁を支持する立場を鮮明にした。和歌山県警は2011年9月から2012年1月の間に軽犯罪法違反・和歌山県迷惑防止条例違反の疑いで、活動家に対して約25件の指導警告を行ったという。
2014年2月、日本政府（安倍内閣）は「イルカ漁は適切」で「日本文化」だとする答弁書を閣議決定した。
なお、2014年2月現在で、シーシェパードなどの過激な反捕鯨組織の妨害を阻止するに至ってはいない。